# Kanjevina
Kanjevina (en serbe cyrillique : Кањевина) est un village de Serbie situé dans la municipalité de Sjenica, district de Zlatibor. Au recensement de 2011, il comptait 67 habitants.

## Démographie
| 1948 | 1953 | 1961 | 1971 | 1981 | 1991 | 2002 | 2011 |
| ---- | ---- | ---- | ---- | ---- | ---- | ---- | ---- |
| 199  | 186  | 184  | 217  | 134  | 86   | 65   | 67   |

|  |